# سیسیل هرست
سسیل هرست (انگلیسی: Cecil Hurst; ۲۸ اکتبر ۱۸۷۰ – ۲۷ مارس ۱۹۶۳) حقوقدان، و قاضی حقوق بین‌الملل اهل بریتانیا بود. او از ۱۹۲۹ تا ۱۹۴۵ قاضی دادگاه دائم عدالت بین‌الملل در لاهه بود و از ۱۹۳۴ تا ۱۹۳۶ به عنوان رئیس این دادگاه خدمت کرد.